# Cezar Kunyikov (hajó)
A Cezar Kunyikov (cirill betűkkel: Цезарь Куников) az Orosz Haditengerészet 775-ös típusú (NATO-kódja: Ropucha-I) partraszállító hajója volt. 1986-ban bocsátották vízre Lengyelországban. Szolgálatba állítása óta a Fekete-tengeri Flottába volt beosztva, honi kikötője kezdetben Novoozerne, majd Szevasztopol volt. Hadrendi jelzése 108, később 158 volt. A hajó részt vett a 2022-es Ukrajna elleni orosz invázióban. A 2022. március 24-én a bergyanszki kikötő ellen intézett ukrán rakétatámadásban a hajó megsérült. 2024. február 14-én a Krím déli partjai közelében a hajó névadója halálának évfordulóján ukrán MAGURA V5 típusú tengeri drónok elsüllyesztették.

## Története
A hajót a lengyelországi Gdańskban, az Északi Hajógyárban építették. 1986-ban bocsátották vízre, majd még ugyanabban az évben, szeptember 30-n állították szolgálatba a Szovjet Haditengerészet Balti Flottájánál, ahol a 39. deszanthajóhadosztály 197. hajódandárjához osztották be BDK-64 jelzéssel. Honi kikötője kezdetben a Donuzlav-tavon, Novoozernében (oroszul Novoozjornoje) volt. 1989-ben a hajót a második világháborúban elesett Cezar Lvovics Kunyikov szovjet tengerészgyalogos tisztről nevezték el.
A Szovjetunió felbomlása után, a Fekete-tengeri Flotta felosztása nyomán a 39. desszanthajóhadosztályt 1993-ban feloszlatták, a Donuzlav-tavon lévő bázis pedig az Ukrán Haditengerészeté lett. A hadosztály desszanthajóinak többségét átköltöztették a szevasztopoli orosz haditengerészeti bázisra és az ott állomásozó 30. hadihajóhadosztály állományába kerültek. 1998-ban Zelenograd, 2011-től a Cseljabinszki terület is a hajó patrónusa lett.
1999 a hajó a Fekete-tengeri Flotta három másik partraszállító hajójának társaságában részt vett a KFOR orosz kontingense nagy részének Koszovóba szállításában az oroszországi Tuapszéből Szalonikiig.
A 2008. augusztusi orosz–grúz háborúban a Cezar Kunyikov egy orosz hajócsoport zászlóshajójaként vett részt. A hajócsoport része volt még a Szaratov partraszállító hajó, a Mirazs rakétás korvett és a Szuzdalec korvett.
A Cezar Kunyikov 2012-ben és 2015-ben is hadianyagot szállított Oroszországból Szíriába, a tartuszi kikötőbe.
2023. júliusától a hajó Várnában tartózkodott nagyjavításon, a munkálatokat Bulgáriának a Szovjetunióval szemben fennállt adóssága terhére végezték el. A javítással 2024 nyarán végeztek, a hajót júliusban Szevasztopolba vontatták, ahol újra üzembe állt a Fekete-tengeri Flottánál.
A hajó az Ukrajna elleni orosz invázió 2022. februári kezdete óta részt vett a hadműveletekben. Főként hadianyagot szállított Novorosszijszkból a Krímbe. A hajó 2024. március 24-én több más orosz hadihajóval együtt a bergyanszki kikötőben tartózkodott, amikor a hajókat ukrán rakétatámadás érte. A támadásban a Cezar Kunyikov sérüléseket szenvedett, de üzemképesen el tudta hagyni a helyszínt. Az ugyancsak ott tartózkodó Novocserkaszk szintén megsérült, míg a Szaratov partraszállító hajó a támadásban megsemmisült és elsüllyedt. A támadásban a Cezar Kunyikov személyzetének több tagja meghalhatott, bár Oroszország hivatalosan nem ismert el személyi veszteséget. Később azonban ismertté vált, hogy Alekszandr Csirva, a hajó parancsnoka 2022 áprilisában belehalt a sérüléseibe.
A Bergyanszkban megsérült hajó 2022 májusában a szevasztopoli Kilen-öbölben található 13. sz. hajójavító üzemben tartózkodott.
2024. február 14-én a Krím partjai közelében Alupkánál a nyílt vízen tartózkodó hajót az ukrán katonai hírszerzés (HUR) 13. speciális csoportja által üzemeltetett hat darab MAGURA V5 típusú tengeri drón támadta meg. A hajó előbb a jobb oldalán, majd a bal oldalán kapott kritikus találatot és hamarosan elsüllyedt. A Cezar Kunyikov volt a 25. orosz hadihajó, amelyet Ukrajna megsemmisített a háború 2022-es kezdete óta.